# Бояниці (Гнезненський повіт)
Бояниці (пол. Bojanice) — село в Польщі, у гміні Клецько Гнезненського повіту Великопольського воєводства.
Населення — 273 особи (2011).
У 1975-1998 роках село належало до Познанського воєводства.

## Демографія
Демографічна структура станом на 31 березня 2011 року:
|          | Загалом | Допрацездатний вік | Працездатний вік | Постпрацездатний вік |
| -------- | ------- | ------------------ | ---------------- | -------------------- |
| Чоловіки | 140     | 47                 | 85               | 8                    |
| Жінки    | 133     | 45                 | 72               | 16                   |
| Разом    | 273     | 92                 | 157              | 24                   |